# Zuidelijk dambordje
Het zuidelijk dambordje (Melanargia russiae) is een vlinder uit de onderfamilie Satyrinae en de familie Nymphalidae (vossen, parelmoervlinders en weerschijnvlinders). 
De voorvleugellengte bedraagt 25 tot 28 millimeter. De soort komt voor in Zuid-Europa. De soort kent één jaarlijkse generatie die vliegt van juni tot in augustus. De vlinder vliegt op hoogtes vanaf 400 (Spanje) à 1000 meter tot 1500 à 2100 (Balkan) meter boven zeeniveau.
De waardplanten van het zuidelijk dambordje zijn Brachypodium, Poa, Stipa pennata en Aegilops geniculata. De soort overwintert als rups.

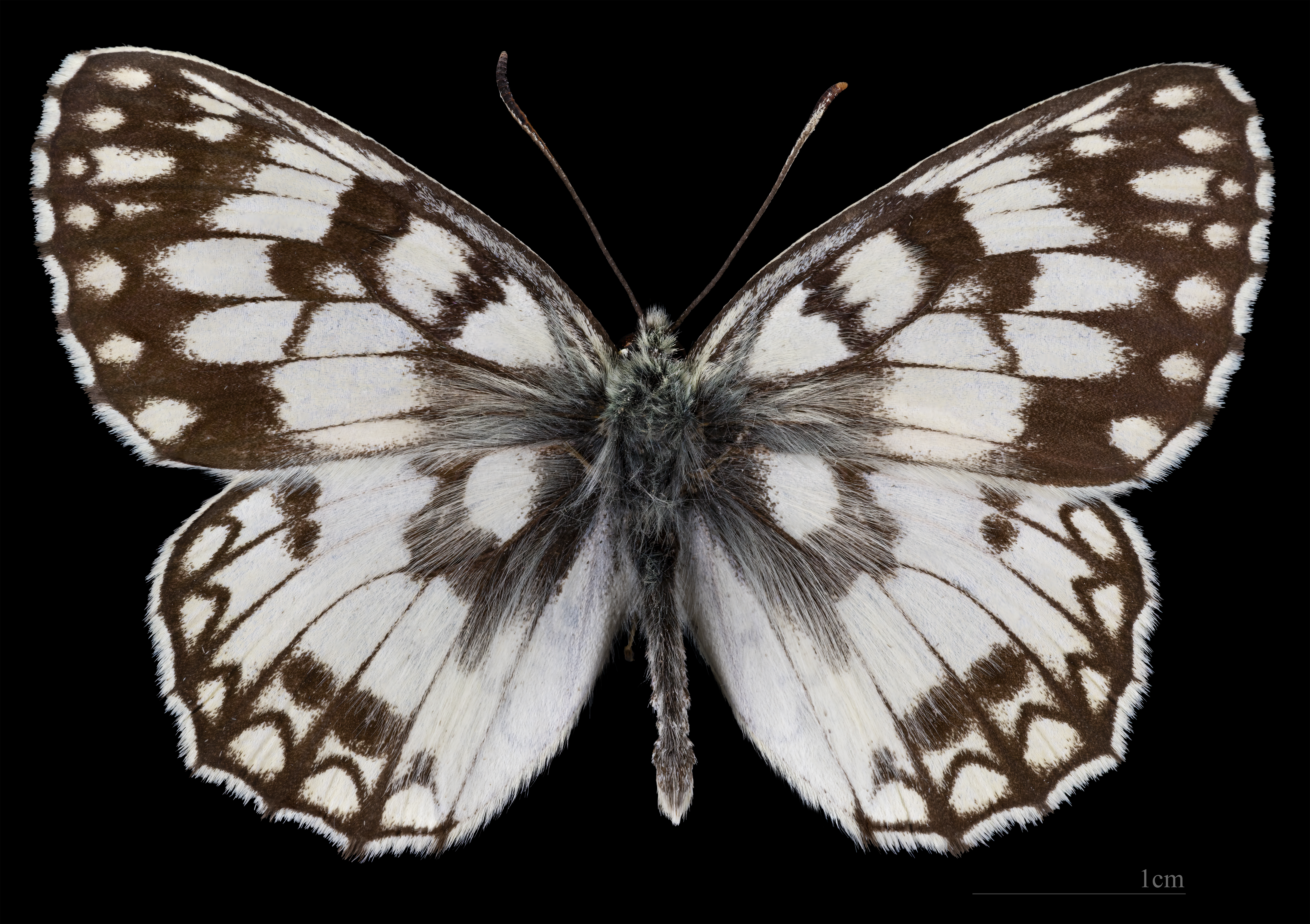
Melanargia russiae japygia ♂
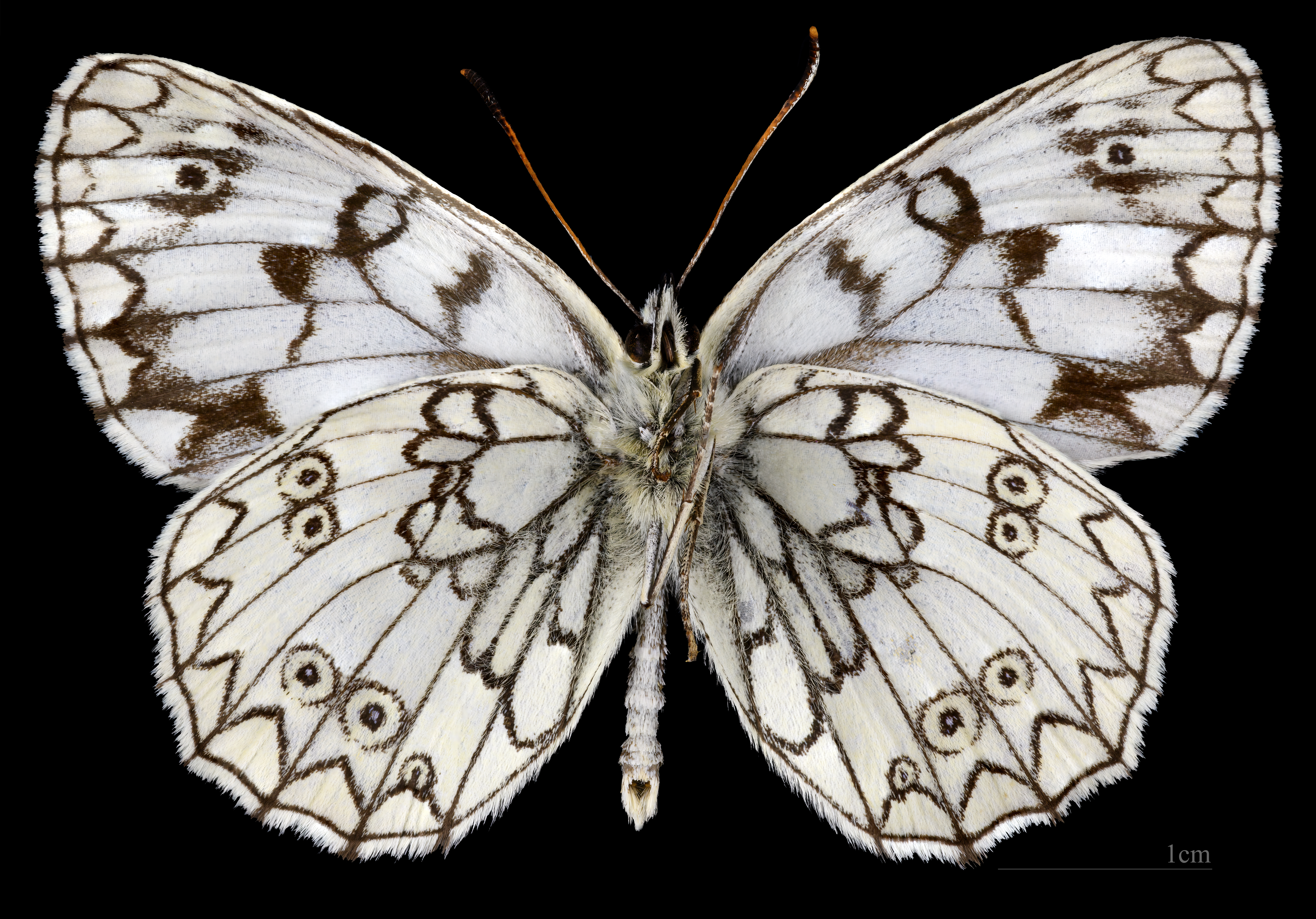
Melanargia russiae japygia ♂  △
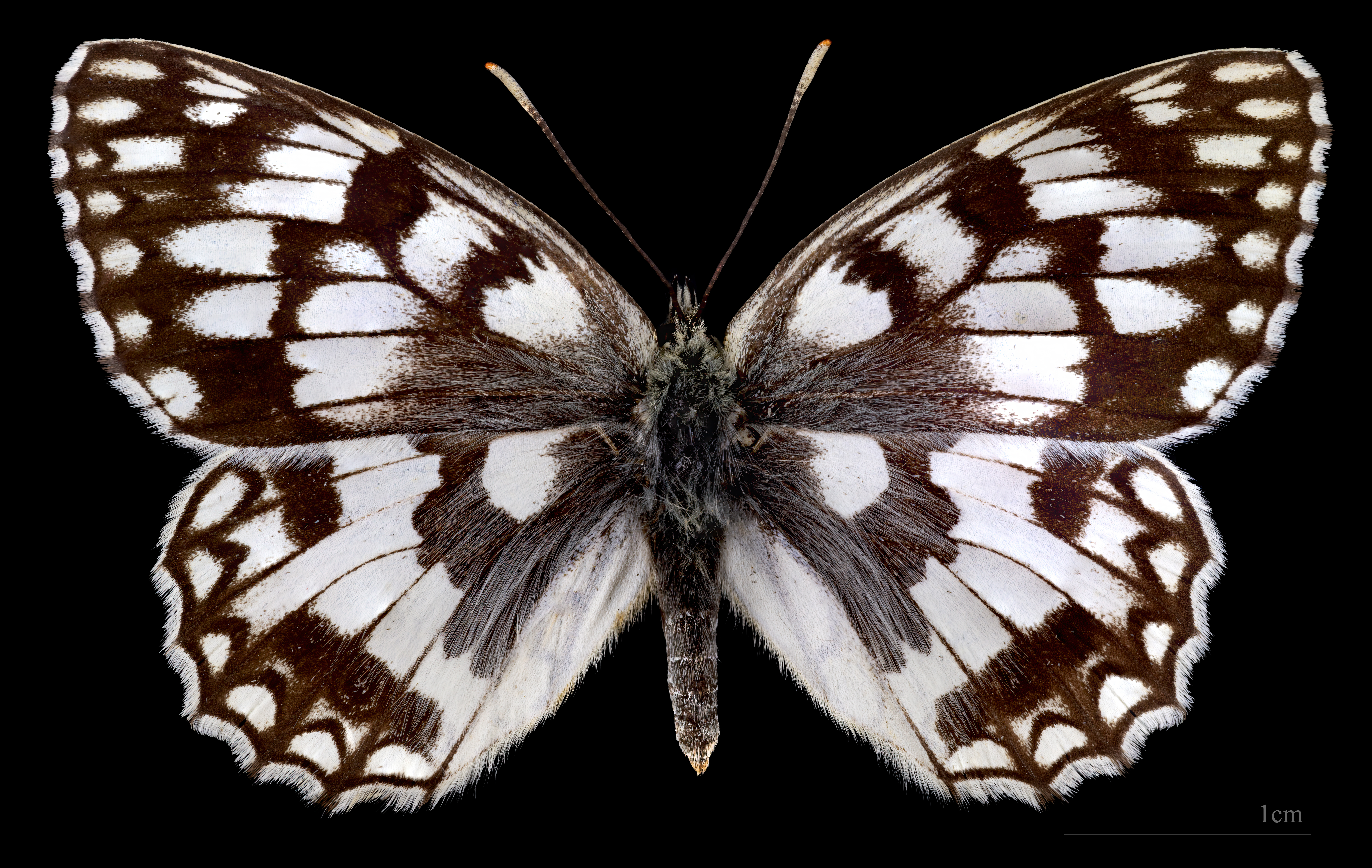
Melanargia russiae japygia ♀
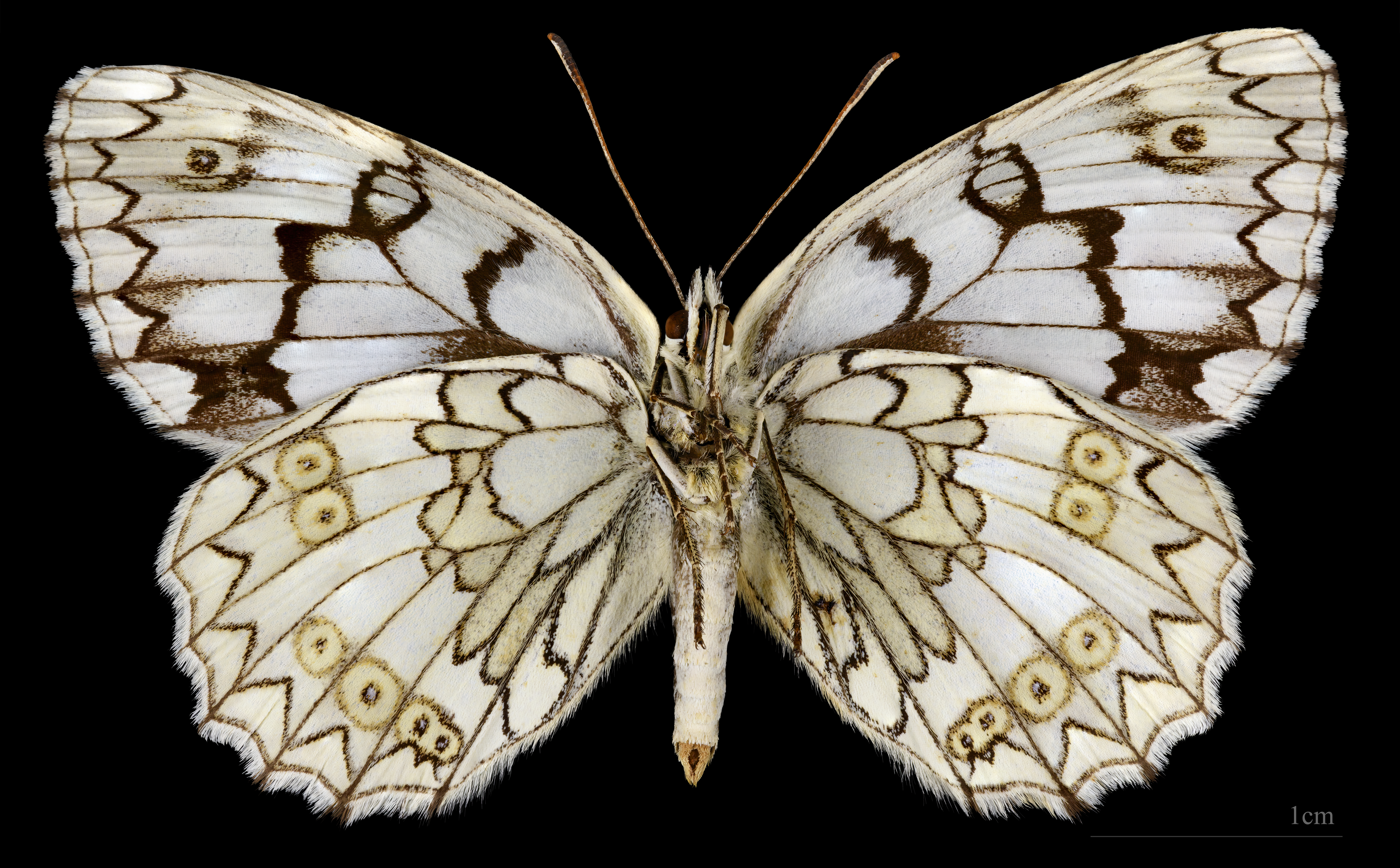
Melanargia russiae japygia ♀  △